# Senostoma nigropilosum
Senostoma nigropilosum là một loài ruồi trong họ Tachinidae.